# Albert Frank (Chemiker)

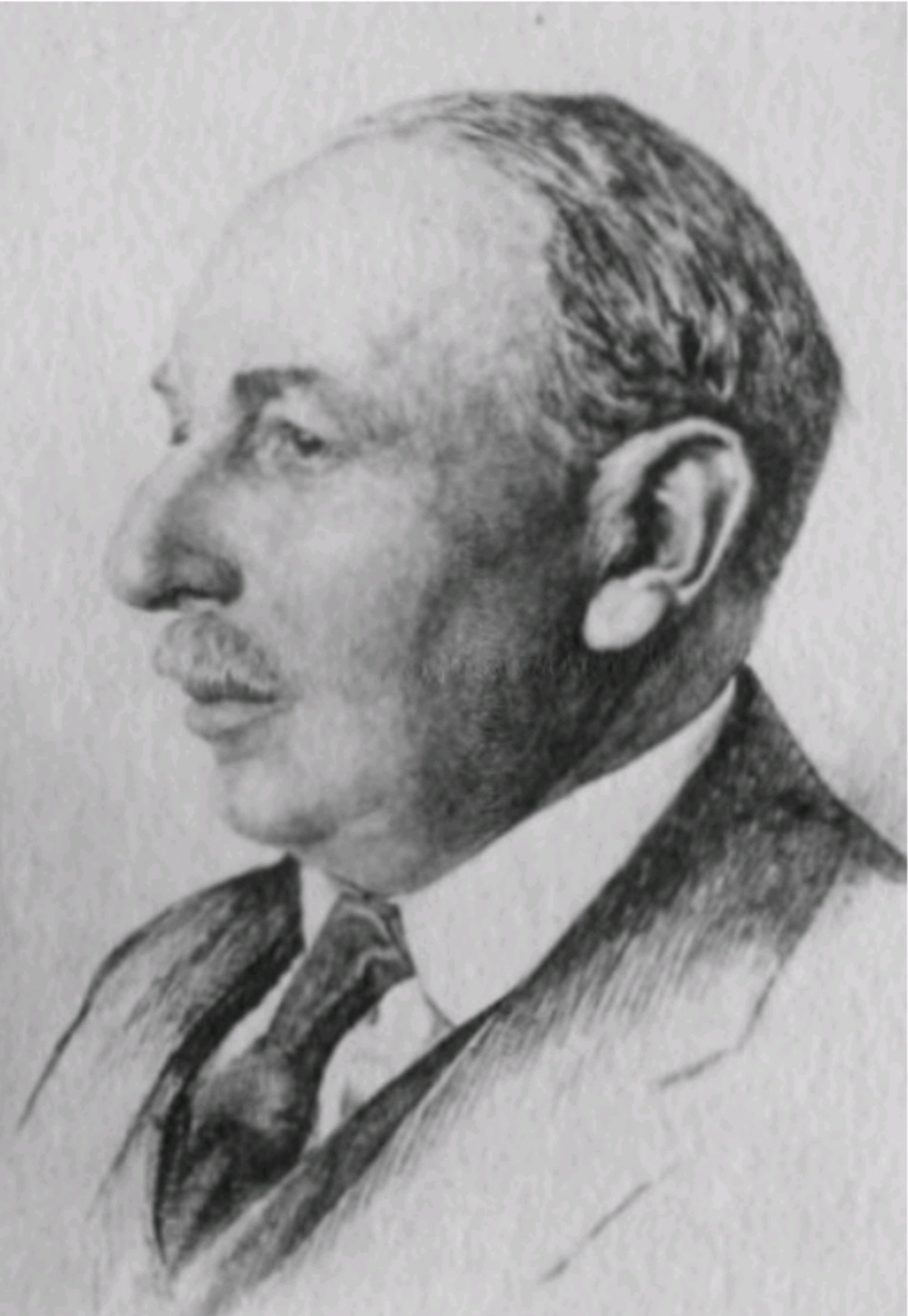
Albert Frank, um 1910

Albert Rudolph Frank (* 25. August 1872 in Staßfurt; † 18. März 1965 in New York City) war ein deutscher Chemiker und Unternehmer.

## Leben und Werk
Albert Frank ist der Sohn des Chemikers Adolph Frank und trat in die Fußstapfen seines Vaters. Er studierte Chemie in München und Berlin. Danach war er praktisch für die Chemischen Werke H. & E. Albert in Biebrich tätig. 1898 wurde er an der Technischen Hochschule (Berlin-)Charlottenburg zum Dr. phil. promoviert.
In der Zeit von 1899 bis 1908 leitete er zusammen mit Herman Freudenberg die Cyanidgesellschaft mbH in Berlin. Beide schlugen 1901 das neu entdeckte Calciumcyanamid unter dem Namen Kalkstickstoff als Düngemittel vor.
Er war seit der Gründung der Bayerische Stickstoffwerke AG (BStW) Trostberg im Jahre 1908 in deren Verwaltung tätig, nach dem Tod seines Vaters übernahm er zusammen mit Nikodem Caro die Leitung des Unternehmens als Vorstandsmitglied. Diese hatte er bis zum Jahre 1938 inne. In diesem Jahr musste er auf Grund der nationalsozialistischen Rassengesetze in die USA emigrieren.